# Novo Selo, Bijeljina
Novo Selo (nemško: Franz-Josefsfeld) je naselje v občini Bijeljina, Bosna in Hercegovina. 

## Zgodovina
Do Druge svetovne vojne je bilo nemško naselje.  

## Deli naselja
Novo Selo.

## Prebivalstvo
| Pregled števila prebivalcev po letih | Pregled števila prebivalcev po letih | Pregled števila prebivalcev po letih | Pregled števila prebivalcev po letih | Pregled števila prebivalcev po letih | Pregled števila prebivalcev po letih |
| ------------------------------------ | ------------------------------------ | ------------------------------------ | ------------------------------------ | ------------------------------------ | ------------------------------------ |
| 1948                                 | 1953                                 | 1961                                 | 1971                                 | 1981                                 | 1991                                 |
| -                                    | -                                    | -                                    | 200                                  | 137                                  | 122                                  |

| Narodna sestava prebivalstva po letih                                                                                           | Narodna sestava prebivalstva po letih                                                                                         | Narodna sestava prebivalstva po letih                                                                                         |
| --- | --- | --- |
| 1971 | 1981 | 1991 |
| . skupaj: 200 Srbi 101 (50,50 %) Muslimani 59 (29,50 %) Hrvati 18 (9,00 %) Jugoslovani 1 (0,50 %) drugi in neznano 21 (10,50 %) | . skupaj: 137 Srbi 55 (40,14 %) Muslimani 23 (16,78 %) Hrvati 6 (4,37 %) Jugoslovani 51 (37,22 %) drugi in neznano 2 (1,45 %) | . skupaj: 122 Muslimani 56 (45,90 %) Srbi 32 (26,22 %) Hrvati 0 (0,00 %) Jugoslovani 28 (22,95 %) drugi in neznano 6 (4,91 %) |